# Matiko
Matiko è una stazione della metropolitana di Bilbao, capolinea della linea 3.
Si trova lungo Calle Tiboli, nel comune di Bilbao.
È presente un ascensore che collega la stazione alla plaza del Funicular, dove si può accedere alla base della Funicolare di Archanda.

## Storia
La stazione è stata inaugurata l'8 aprile 2017 insieme alle altre stazioni della linea.